# Kotelnica (825 m)
Kotelnica (825 m) – szczyt w masywie Lubania w Paśmie Lubania w Gorcach. Znajduje się w południowo-wschodnim grzbiecie Lubania, a dokładniej jego wschodniego wierzchołka – Średniego Gronia, który opada do Krościenka nad Dunajcem. W grzbiecie tym znajduje się powyżej Marszałka.
Jest to niewybitny wierzchołek porośnięty lasem. Na południe opada z niego niewielki grzbiet opływany przez dwa źródłowe cieki potoku Kotelnicki. Po zachodniej stronie szczytu, między nim a położonym wyżej szczytem Brożek jest Stara Polana, która opada południowym stokiem daleko w dół. Dawniej były tu pola uprawne. Jeszcze w latach 80. XX wieku stojący na niej niewielki drewniany domek był zamieszkały.
Nazwa szczytu pochodzi od gwarowego słowa kotelnica, które ma dwa znaczenia: 1) kotlina lub inna depresja w terenie; 2) miejsce kocenia się (i zimowania) owiec. Pochodzące od tego słowa geograficzne nazwy spotyka się w wielu miejscach w Karpatach. W Paśmie Lubania są dwa szczyty o tej nazwie.
Przez Kotelnicę przebiega granica między miejscowościami Grywałd i Tylmanowa w powiecie nowotarskim.

## Szlaki turystyczne
Główny Szlak Beskidzki, odcinek: Krościenko nad Dunajcem – Kopia Góra – Marszałek – Kotelnica – Brożek – Czerteż Grywałdzki – Bukowina – Jaworzyna Ligasowska – Wierch Lubania – Lubań. Odległość 9,5 km, suma podejść 820 m, suma zejść 50 m, czas przejścia: 3 godz. 45 min, z powrotem 2 godz. 30 min.